# Veronica michauxii
Veronica michauxii là một loài thực vật có hoa trong họ Mã đề. Loài này được Lam. miêu tả khoa học đầu tiên.